# Троубридж
Тро́убридж (англ. Trowbridge) — административный центр графства Уилтшир, Англия, Великобритания. Население прихода Троубриджа, согласно переписи 2001 года, составляет 28 148 человек.
Город расположен на реке Бисс на западе графства в 17 км к юго-востоку от города Бат. В округе Троубриджа находятся такие города и посёлки как Брадфорд-он-Эйвон, Вестбери, Мелкшам, Девизес, Хилпертон и Семингтон. Название города буквально переводится как деревянный мост, так как в этом месте был построен первый мост через реку Бисс. Канал Кеннет — Эйвон проходит по северной части города. Канал сыграл важную роль в развитии города, позволив транспортировать уголь из графства Сомерсет. В Троубридже есть одноимённая железнодорожная станция на линии «Уэссекс» (Wessex Main Line).

## История
Первые поселения земледельцев появились на территории Троубриджа 3000 лет назад. Согласно «Книге страшного суда», поселение Страбург со 100 жителями существовало на месте города уже с X века.
С XIII века в Тоубридже началась развиваться текстильная промышленность, достигнув своего пика в конце XVII века, в 1820-х город называли «Манчестер Запада» — в нём было 15 текстильных фабрик. К концу XIX века шерстяное производство стало приходить в упадок. В 1982 году закрылась последняя фабрика, в здании которой сейчас располагается музей города и текстильной промышленности. На смену текстильной пришла пищевая промышленность, став основным место работы жителей Троубриджа.

## Города-побратимы
- Эльблонг, Польша